# 데빌 서머너 쿠즈노하 라이도우 대 초력병단
데빌 서머너 쿠즈노하 라이도우 대 초력병단(デビルサマナー 葛葉ライドウ対超力兵団, Devil Summoner: Raidou Kuzunoha vs. the Soulless Army)은 2006년 아틀러스가 플레이스테이션 2용으로 개발하고 배급한 액션 롤플레잉 게임이다. 이 게임은 더 큰 여신전생 프랜차이즈의 일부인 데빌 서머너 시리즈의 세 번째 게임이다. 유럽에서는 코에이가, 호주에서는 THQ가 출시했다. 이 게임은 실시간 전투와 이름이 있는 주인공을 특징으로 하며, 이전 두 데빌 서머너 타이틀과 다르다. 이 게임은 전체 프랜차이즈에서 과거를 배경으로 한 최초의 게임이며, 구체적으로 1931년, 일본 다이쇼 시대의 가상의 20년째를 배경으로 한다. 이 게임에서는 그레고리 라스푸틴과 같은 역사적 인물과 함께 신 여신전생 시리즈의 전통적인 실제 신화 속 인물들을 다룬다.
이 게임은 비평가들로부터 긍정적인 평가를 받았지만, 짧은 플레이 시간에 대한 비판도 있었다. 2014년 4월, 이 게임은 플레이스테이션 스토어를 통해 플레이스테이션 3로 이식되었다. 속편인 데빌 서머너 2는 2008년에 출시되었다. 라이도우 리마스터: 소울리스 아미의 미스터리는 세가에서 닌텐도 스위치, 닌텐도 스위치 2, 플레이스테이션 4, 플레이스테이션 5, Windows 및 Xbox Series X/S용으로 2025년에 출시될 예정이다.

## 게임플레이
턴제 전투 시스템을 사용했던 이전 여신전생 게임들과 달리, 데빌 서머너에서 사용된 전투 시스템은 실시간이다. 플레이어 캐릭터인 쿠즈노하 라이도우는 근접 검 또는 원거리 총으로 공격할 수 있다. 그는 또한 자신의 수집품에서 악마를 소환하여 전투에서 자신을 돕게 할 수 있다. 전투 자체는 작고 폐쇄된 "경기장"에서 진행되며, 일반적으로 탈출할 수 있지만, 이는 무작위적인 시간이 걸린다. 전투는 플레이어가 맵을 탐색하는 동안 무작위로 만날 수 있는 다양한 악마를 상대로 진행되며, 플레이어가 있는 위치에 따라 다른 악마가 나타난다. 플레이어는 이 악마들을 약화시킨 후 포획하고, 전투에서 소환하여 자신을 위해 싸우게 할 수 있다. 데빌 서머너는 또한 악마 간의 융합도 허용한다. 그러나 악마는 라이도우에게 충성심을 가져야 한다. 충성심을 높이려면 여러 전투를 함께 싸워야 한다. 높은 충성심은 검 또는 총과의 연합 공격도 잠금 해제한다. 기본적인 "투포원" 융합 외에도 악마를 라이도우의 검에 융합하여 무기를 더 강력하게 만들 수도 있다.
전투 외에도 플레이어는 다이쇼 시대 도쿄의 여러 지역을 자유롭게 탐험할 수 있다. 쓰쿠도초와 같은 실제 역사 지구들이 이곳에 표현되어 있지만, 보통은 가상의 이름으로 되어 있다. 플레이어는 또한 이즈미시 (오사카부)의 시노다 신사(실제로는 히지리 신사)로 이동할 수 있는데, 이 신사는 라이도우가 성을 공유하는 쿠즈노하 전설에서 중요한 역할을 한다.

## 줄거리
게임은 플레이어 캐릭터인 쿠즈노하 라이도우 14세, 일본 고등학생 탐정이자 '악마 소환사'를 소개하면서 시작된다. 라이도우와 그의 고양이 고토 도지는 수석 탐정 나루미 쇼헤이가 이끄는 나루미 탐정 사무소에서 일한다. 라이도우는 일본의 미래를 다른 세계의 위협으로부터 보호하는 데 헌신하는 신비한 조직 야타가라스의 명령을 받고 있다. 수도 도쿄의 지정된 보호자로서, 도시의 악마적 또는 다른 세계의 위협을 제거하는 것이 라이도우의 임무이다. 사무소의 일상적인 조사를 하던 중, 라이도우와 나루미는 의뢰인인 카야 다이도지라는 어린 고등학생 소녀를 만난다. 그녀는 미스터리하게도 자신을 죽여달라고 요청하지만, 라이도우와 나루미가 더 자세히 묻기 전에 붉은 갑옷과 망토를 입은 병사들이 나타나 카야를 납치하고 라이도우와 싸운다. 그들이 나타났던 것처럼 빠르게 병사들은 카야와 함께 사라졌고, 라이도우와 나루미는 기절했다. 나루미는 카야의 행방을 추적하고 그녀의 요청에 대한 미스터리를 해결하는 것이 그들의 책임이라고 믿는다. 왜냐하면 사무소가 공식적으로 사건을 수락했고, 두 사람에게 뭔가 이상한 일이 진행 중이라는 것이 명백하기 때문이다.
이러한 행동은 라이도우가 도쿄 전역을 뒤져 단서를 찾게 하고, 그 동안 도시 전체에서 악마의 출현 빈도가 증가한다. 그는 카야의 가족 저택, 인간이 없고 악마가 자유롭게 돌아다니는 이상한 '어둠의 세계' 도쿄 버전, 그리고 군대가 큰 계획을 세우고 있는 것이 분명한 여러 군사 기지를 포함한 여러 주요 장소를 조사한다. 이 사건은 또한 그를 현지 언론인이자 나루미의 친구인 아사쿠라 타에를 포함하여 도쿄의 다양한 사람들을 만나게 한다. 그는 그녀가 악마 살인 사건에서 돌파구를 찾도록 돕고, 자주 라이도우에게 정보를 제공하여 돕는다. 그는 또한 그레고리 라스푸틴이라는 역사적 인물을 만나는데, 이 시점에서는 그가 죽었어야 한다. 두 사람은 게임 내내 일종의 경쟁 관계를 형성하는데, 둘 다 강력한 악마 소환사이기 때문이다. 그는 이야기의 반복되는 캐릭터이며, 속편인 데빌 서머너 2에도 등장한다.
전반적으로, 이야기는 라이도우가 도쿄 전역을 뒤져 단서를 찾고, 도시의 다양한 중요한 사람들을 만나며, 라이도우나 나루미가 상상조차 할 수 없었던 더 큰 무언가를 밝혀내는 그의 조사를 따라간다.

## 개발
데빌 서머너: 쿠즈노하 라이도우 대 초력병단은 아틀러스가 개발하고 배급한 대규모 여신전생 시리즈의 일부인 데빌 서머너 시리즈의 세 번째 작품이다. 다른 작품들과 마찬가지로, 이 게임의 서사는 시리즈의 일반적인 포스트 아포칼립스 설정과 달리 현대 탐정 이야기의 형태를 취한다. 데빌 서머너: 쿠즈노하 라이도우 대 초력병단의 개념은 2003년에 시작되었으며, 프로듀서 야마이 가즈유키가 진 여신전생 III: 녹턴의 마니아스 에디션을 만들면서 압박감을 느끼던 중에 떠올랐다. 출시와 긍정적인 반응 이후, 개발팀은 새로운 도전을 제공할 프로젝트로 넘어가기로 결정했다. 이러한 논의 중에 많은 팀원들이 새로운 데빌 서머너를 만들고 싶다는 의견을 표명했다. 초기 개념은 휴대용 시스템을 위한 소규모의 저예산 타이틀이었으며, 많은 사람들이 데빌 서머너의 테마와 게임 플레이 메커니즘에 적합하다고 느꼈다. 아이디어의 규모가 커지면서 휴대용 게임 장치 사용은 비실용적이 되었고, 그래서 그들은 더 큰 비전에 맞춰 서사를 확장했다. 새로운 시스템을 완벽하게 하는 것은 게임 플레이에서 가장 어려운 부분 중 하나였으며, 많은 시행착오와 게임의 제안된 요소에 대한 여러 번의 재작성을 필요로 했다. 이전 여신전생 타이틀과의 가장 큰 변화는 악마들이 환경에서 플레이어를 따라다니는 것이 눈에 보인다는 점이었다. 여러 세계 신화를 아우르는 다양한 악마들도 게임의 선택된 설정과 잘 어울렸다. 음악은 여신전생 시리즈의 정규 작곡가이자 사운드 디렉터인 메구로 쇼지가 작곡했다. 그의 이전 작품들과 달리, 메구로는 게임의 설정에 맞춰 관악기 사용과 재즈풍의 반주를 많이 사용했다. 영감을 얻기 위해 메구로는 텔레비전의 절차 범죄 드라마 사운드트랙에서 영감을 얻었다. 전투 테마에서는 그의 시그니처인 기타 중심의 "메가텐 사운드"를 계속 사용했다. 메구로는 또한 악마들의 보컬 효과 녹음을 담당했다. 이상한 소리와 횡설수설에 불과했지만, 이 소리들은 전문 성우들과 함께 녹음되었다.
야마이가 구상한 이야기의 기본 개념은 현대 탐정 드라마였는데, 이는 이전 게임들의 탐정 이야기 스타일에 잘 맞았다. 현대 일본을 배경으로 한 다른 여신전생 시리즈 작품들과 달리, 데빌 서머너: 쿠즈노하 라이도우 대 초력병단은 다이쇼 시대의 가상 버전을 배경으로 한다. 이 시대는 동양 문화와 서양 문화가 불안정한 공존 상태에 있던 시기였기 때문에 게임이 담고 있는 공존의 테마와 잘 맞았기에 선택되었다. 도시 거주자들이 이러한 변화에 어떻게 적응하거나 저항하는지가 게임의 서사적 테마 중 하나가 되었다. 시대와 스타일을 제대로 전달하기 위해 팀은 서양 아르데코 건물과 여전히 에도 시대 후기의 광범위한 건축물을 사용하는 도시 지구를 혼합했다. 개발자들은 게임 플레이의 세부 사항과 경험의 용이성을 높이기 위해 실시간 배경보다 사전 렌더링된 배경을 사용했다. 게임의 배경 그래픽 디자이너 도이 마사유키는 도시가 가능한 한 충실하게 표현되도록 해당 시대에 대한 광범위한 연구를 수행했지만, 나중에 설정의 가상화로 인해 당시에는 없었던 건물을 추가했다. 사전 렌더링된 배경을 사용한 또 다른 이유는 폴리곤 렌더링된 배경이 너무 많은 전력을 필요로 했을 것이기 때문이다. 다이쇼 시대를 배경으로 사용하려는 가능성은 원래 데빌 서머너: 소울 해커즈 개발 중 논의에서 나왔다. 소울리스 아미, 또는 일본어로는 "초력병단"은 당시 일본에서 지배적이던 세계 확장이라는 목표를 가지고 당시 존재하던 기술을 사용하여 초인병을 어떻게 만들 수 있을지에 대한 야마이의 사변적 사고에서 비롯되었다. 그들의 붉은 망토는 아카 만토의 도시 전설에서 영감을 받았다.
이 게임의 캐릭터 디자이너인 가네코 가즈마는 일본의 출산율 감소와 경제와 같은 암울한 주제가 뉴스를 지배하던 당시의 일반적인 분위기에 맞서는 활기찬 제목을 원했다. 게임의 주요 테마는 "열정"으로, 악마의 공격으로부터 도시를 보호하려는 주인공의 의지를 나타낸다. 쿠즈노하 라이도우 캐릭터는 가네코가 10년 전 오리지널 데빌 서머너에서 작업할 때부터 마음에 두고 있었다. 그가 스토리 개발의 어려운 시기에 야마이에게 완전한 형태로 캐릭터를 제시했을 때, 야마이는 상당히 안도했다. 그의 캐릭터 뒤에 있는 개념은 어두운 설정과 스토리에 대비되는 긍정적인 이미지였다. 캐릭터의 주어진 이름이 실제 이름이 아닌 세습된 칭호라는 것은 가부키 극장의 슈메이 의식에서 영향을 받았다. 쿠즈노하가 사용하는 소환 튜브는 대나무 막대 안에 사는 영혼인 쿠다기츠네의 전설을 기반으로 했다. 당시에는 사설 탐정이라는 직업이 거의 알려지지 않았던 나루미 쇼헤이는 사건에 대한 성인의 시각을 제공하기 위해 만들어졌다. 아사쿠라 타에는 가네코가 그 시대 여성들이 다소 소외되었다고 느꼈기 때문에 만들어졌다. 그녀의 필명 "기초"는 유명한 일본 여성 운동가 히라츠카 라이초에서 영감을 받았다. 그들은 또한 저명한 민속 작가 야나기타 구니오와 동등하게 작가의 시각에서 도시의 초자연 현상을 조사할 수 있는 작가 유형의 캐릭터를 원했다. 게임의 캐릭터 디자인을 위해 팀은 당시 의상에 가능한 한 충실하게 머물려고 노력했다. 예를 들어, 쿠즈노하의 의상은 당시 전형적인 일본 남성 고등학교 교복을 기반으로 했다. 게임에 사용된 많은 악마들은 플레이스테이션 2 콘솔용 이전 게임에서 가져왔지만, 이전의 악마들과 구별되도록 질감이 개선되었다.

### 출시
데빌 서머너: 쿠즈노하 라이도우 대 초력병단은 2005년 7월 패미통 잡지에서 임시 제목 데빌 서머너: 쿠즈노하 라이도우로 처음 공개되었다. 이 게임의 부제 스타일링은 쿠즈노하 라이도우 게임이 데빌 서머너 시리즈의 나머지 부분과 구별될 수 있도록 하기 위함이었다. 또한 에도가와 란포의 소설에 대한 참조이자 모방이었다. 이 게임은 2006년 전자 오락 박람회에서 서양에 처음 공개되었다. 이 게임의 현지화는 아틀러스 USA에서 담당했으며, 정규 프로젝트 리더인 유 넘바가 이끌었다. 이전 현지화 작업과 마찬가지로, 팀은 원본 텍스트에 최대한 가깝게 유지했지만, 일본어 노래를 더 잘 알려진 영어 노래로 변경하고, 튜토리얼의 완전한 부재와 작은 플레이어 이점 때문에 마작 미니게임을 제거하는 등 일부 조정이 필요했다. 현지화된 버전의 독특한 점은 1920년대 속어를 캐릭터 대화에 통합한 것이었다. 유럽에서는 이 게임이 코에이에 의해 배급되었다. 두 쿠즈노하 라이도우 타이틀은 데빌 서머너: 소울 해커즈의 3DS 이식 출시를 기념하고 새로운 플레이어에게 데빌 서머너 시리즈의 초기 작품을 경험할 기회를 주기 위해 2012년에 한정 재판되었다. 당시 그들의 플레이스테이션 네트워크(PSN) 출시는 데빌 서머너 게임이 만들어진 소프트웨어가 당시 PSN 버전과 호환되지 않아 지연되고 있다고 설명되었다. 데빌 서머너: 쿠즈노하 라이도우 대 초력병단은 결국 2014년 4월 1일 PSN에 출시되었다. 라이도우에게서 영감을 받은 페르소나 5의 괴도단 의상은 페르소나 5에 존재하지만, 2022년 페르소나 5 더 로열 재출시에서는 삭제되었다. 오리지널 2019년 플레이스테이션 4 버전에는 남아 있다.
라이도우 리마스터: 소울리스 아미의 미스터리는 2025년 3월에 발표되었으며, 닌텐도 스위치, 닌텐도 스위치 2, 플레이스테이션 4, 플레이스테이션 5, Windows 및 Xbox Series X/S용으로 2025년 6월 19일에 출시될 예정이다.

## 평가
게임에 대한 평가는 긍정적에서 혼합된 반응이었다. 리뷰 애그리게이터 웹사이트인 메타크리틱에서 이 게임은 100점 만점에 74점을 기록하여 '혼합 또는 평균' 평가를 나타냈다.
게임스팟은 10점 만점에 7.3점을 주며, "독특한 스토리라인 면에서는 확실히 기대를 저버리지 않으며, 다양하고 개성 있고 강력한 악마들을 모집하고, 조종하고, 융합할 수 있는 어두운 서사를 제공한다"고 평가하면서도 "시리즈의 이전 게임들만큼 세련되지는 않았다"고 지적했다. IGN UK는 10점 만점에 7.2점을 주며, 비주얼을 "상당히 매력적이지 않으며, 처음부터 강력한 줄거리의 부재로 인해 일부 사람들을 쉽게 돌아서게 할 수 있다"고 비판했다. 그러나 그는 역사적인 일본 배경에서 여러 악마를 사용하는 것을 칭찬했다.